# Birgitta Nordenskjöld
Birgitta Anna Katharina Nordenskjöld, född 2 januari 1919 i Linköping, död 4 januari 2009 i Stockholm, var en svensk tecknare. Begravd i Västra Harg.
Hon var dotter till regementsläkaren, med. Lic. Ludvig Möller och Margot Bergh. Gift 1940 med kaptenen Sven Nordenskjöld.
Studier och teckningslärarexamen vid Högre konstindustriella skolan. Studieresor till Italien 1949, 1951 och 1956, till Egypten och Grekland 1955. Nordenskiöld undervisade vid Konstfackskolan i linearritning med perspektivlära, frihandsteckning, fri målning och bokhantverk. Hon har dessutom varit verksam som barnboksillustratör, varvid hon arbetat för 4-färgstryck samt tusch. Hon har illustrerat böcker av Astrid Lindgren, Gustav Sandgren, Olga Wikström, Curt Camitz, Gösta Attorps samt skolböcker, läsläror, Folkskolans läsebok med mera.